# ISO 3166-2:NG
Kódy ISO 3166-2 pro Nigérii identifikují 36 států a hlavní město (stav v roce 2015). První část (NG) je mezinárodní kód pro Nigérii, druhá část sestává ze dvou písmen identifikujících stát.

## Seznam kódů
```
NG-AB Abia (Umuahia)
NG-AD Adamawa (Yola)
NG-AK Akwa Ibom (Uyo)
NG-AN Anambra (Awka)
NG-BA Bauchi (Bauchi)
NG-BE Benue (Makurdi)
NG-BO Borno (Maiduguri)
NG-BY Bayelsa (Yenagoa)
NG-CR Cross River (Calabar)
NG-DE Delta (Asaba)
NG-EB Ebonyi (Abakaliki)
NG-ED Edo (Benin City)
NG-EK Ekiti (Ado)
NG-EN Enugu (Enugu)
NG-FC Abuja Capital Terrritory (
Abuja
)
NG-GO Gombe (Gombe)
NG-IM Imo (Owerri)
NG-JI Jigawa (Dutse)
NG-KD Kaduna (Kaduna)
NG-KE Kebbi (Birni Kebbi)
NG-KN Kano (Kano)
NG-KT Katsina (Katsina)
NG-KO Kogi (Lokoja)
NG-KW 
Kwara
 (Ilorin)
NG-LA Lagos (Lagos)
NG-NA Nassarawa (Lafia)
NG-NI Niger (Minna)
NG-OG Ogun (Abeokuta)
NG-ON Ondo (Akure)
NG-OS Osun (Oshogbo)
NG-OY Oyo (Ibadan)
NG-PL Plateau (Jos)
NG-RI Rivers (Port Harcourt)
NG-SO Sokoto (Sokoto)
NG-TA Taraba (Jalingo)
NG-YO Yobe (Damaturu)
NG-ZA Zamfara (Gusau)
```